# 三椏紙
三椏紙（みつまたがみ）とは、三椏を原料とする紙のことである。

## 概要
慶長3年（1598年）に徳川家康から伊豆国修善寺村の紙漉工に和紙原料として三椏を伐採することを認めたとする文書が存在する。ただし、これを偽書とする見解も出されており、江戸時代にその真偽を巡って訴訟も起こされていることから、これを直ちに信じることは出来ない。確実に三椏が製紙で使われたと言えるのは、17世紀以後のことである。当初は楮や雁皮の代替品であった。
明和年間（1764年～1772年）には甲斐国や駿河国で三椏を用いた和紙が作られていたといい（駿河半紙）、天明3年（1783年）には富士郡原村（後の白糸村）の渡辺定賢が三椏の群生地を発見し、本格的な生産が当地で開始されたとされる。その関係で静岡県富士宮市（白糸村を編入合併）には大蔵省印刷局により記念碑が建立されている。
明治に入ると、大蔵省紙幣寮において紙幣用の局紙（透かしを入れやすい紙であることが求められた）が三椏を原料に開発されて以後、繊細で光沢のある平滑な紙として広く用いられるようになった。墨・インクの両方との相性もよく、明治中期以後は海外への輸出品としても出荷されていた。